# Skoúrvoula
Skoúrvoula, en grec moderne : Σκούρβουλα, est un village du dème de Phaistos, en Crète, en Grèce. Selon le recensement de 2011, la population de Skoúrvoula compte 423 habitants. Il est situé à une altitude de 350 m et à environ 60 km de Héraklion.